# 白良浜

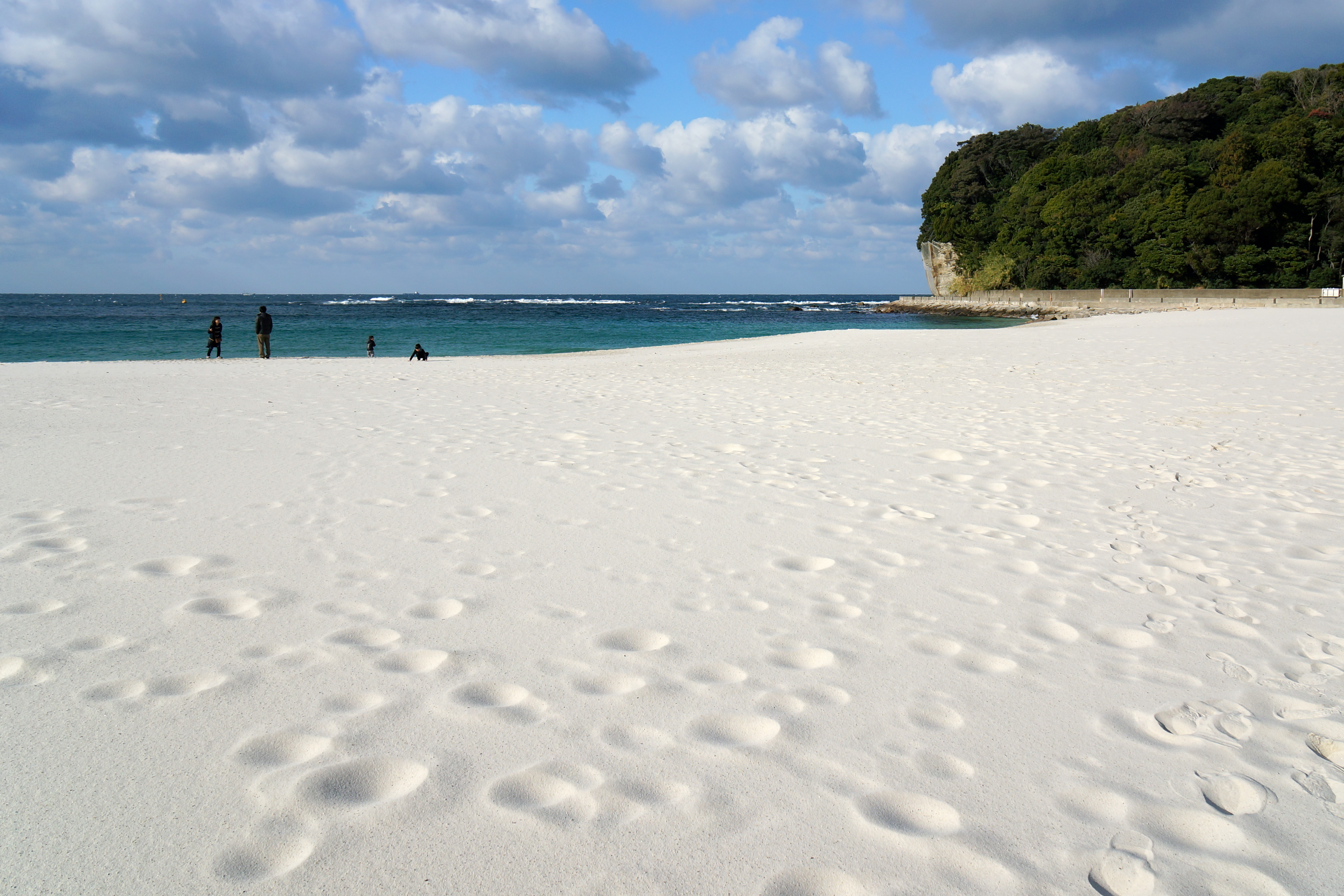
白良浜

白良浜（しららはま）は、和歌山県西牟婁郡白浜町の鉛山湾沿岸に位置する砂浜である。石英の砂からなる白い浜辺と白浜温泉で知られる。ハワイ・ワイキキビーチの友好姉妹浜 (Goodwill Beach City Relationship) である。

## 概要
明治から大正にかけては、ガラスの原料として白良浜の砂が採掘されて大阪に運ばれていたが、その後ガラス製造方法の変化や景観保護のため、採掘されなくなった。
現在の白良浜は近畿地方屈指の海水浴場であり、夏季には主に京阪神方面から来遊する海水浴客で賑わう。例年、5月3日に海開きが行われるが、これは本州で最も早い。
夏の海水浴シーズンには60万人を超える客が訪れる。毎年7月30日と8月10日の2回、白浜花火フェスティバル、白浜花火大会が行われ、午後8時から1時間で2,000発もの花火が打ち上げられ、7月21日から8月29日にかけてメッセージ花火が打ち上げられる。また12月31日から1月1日にかけてカウントダウン花火が行われるなど、年間を通して様々なイベントが行われる。元湯のひとつであるまぶ湯から源泉を引いた、水着着用の混浴露天風呂「しらすな」が年間を通して営業（冬期は足湯として）しており、崎の湯などの名湯、露天風呂が周囲に多いこともあり、冬季にも訪れる観光客も多く年間を通しては100万人が当地を訪れる。なお、付近の白浜という地名は白良浜に由来する。
2000年7月20日にアメリカ合衆国ハワイ州オアフ島ホノルル市でワイキキビーチとの友好姉妹浜 (Goodwill Beach City Relationship) 提携を結ぶ調印式が行われた。ほか、2006年環境省による快水浴場百選、1996年に日本の渚百選に選定されている。瀬戸内海サメ騒動が発生した1992年（平成4年）以降は毎年夏にサメよけネットを設置している。なお、和歌山県では1993年（平成5年）に海水浴場にサメの侵入を防止する網の設置を義務付ける条例が制定されている。
今後発生が予測される南海トラフ巨大地震発生の際には、津波が到達することが予想されている。このため2024年（令和6年）8月8日に南海トラフ地震臨時情報が発出された際には、臨時情報が解除された同月15日まで海水浴場が閉鎖された。

## 砂の流出について
砂浜の砂は波によって流出しているが、浜周辺の開発により背後地からの砂の供給が途絶えたため、昭和の後期より目立って砂浜が痩せるようになった。浜を回復させるため、白浜町は1982年より冬季間の飛砂を防止するため防風ネットの施工を始めたほか、和歌山県は1989年よりおもにオーストラリア・パース付近の砂漠の砂を投入する養浜事業に着手した。2005年までに約7万4500m3が投入された結果、現在は非常にきれいな白い砂が保たれている。しかし、石とブロックで海中に堤防（潜堤）を築き、波の勢いを弱めて砂の流出を防ぐなどの様々な工事も同時に行われているが、砂の流出自体は止まっていない。
オーストラリアから砂を投入している理由は、本来の白良浜の砂ほどに白い砂が近くで見つからなかったからである（白良浜沖の海底の砂を陸揚げし、浜を回復させる案もあったが、海底の砂は黒ずんでおり、白い浜を維持できないため断念した）。
砂の成分である石英そのものは、花崗岩に含まれるごく当たり前のものであるが、付帯する金属などのためにそれほど白い砂にはならない。オーストラリアなど、大陸内部の砂丘で長時間に渡ってさらされた砂であってはじめて、これほどの白さが実現するようである。それでは元々の白良浜の砂はどうやってここに堆積したのかについては、諸説あるがはっきりしていない。

## イベント

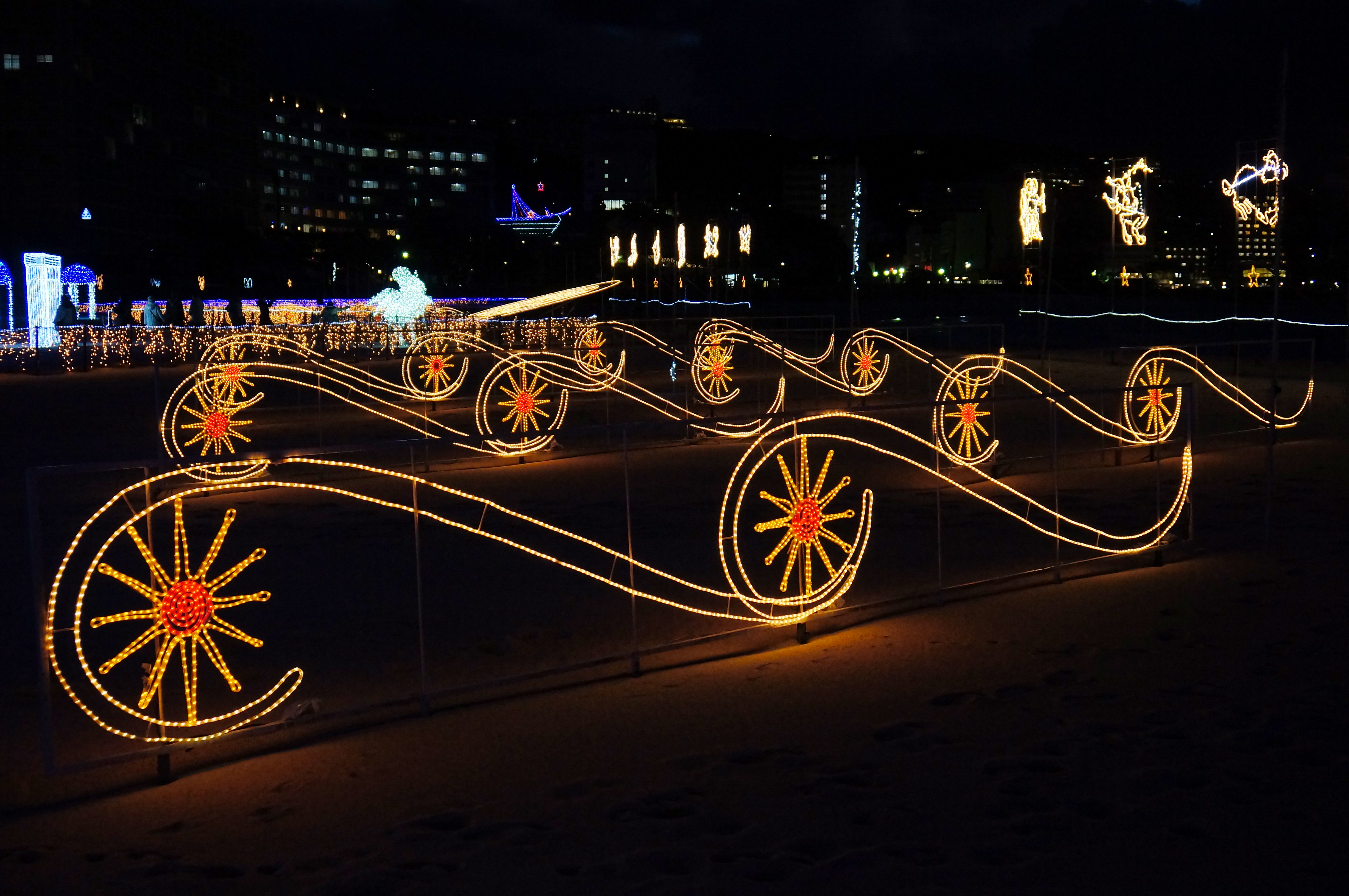
白砂のプロムナード

- 5月初頭 - 海水浴開き（現在ライフセーバー不足のため、7月初頭に海開きが行われている）
- 7月20日頃から8月20日頃まで - 白浜メッセージ花火（1日100発限定）
- 7月30日 - 白浜花火フェスティバル（20:00より）
- 8月10日 - 白浜花火大会（20:00より、約3000発）
- 11月中旬から2月末まで - 白砂のプロムナード（イルミネーションイベント）
- 11月中旬から2月末まで - 白良浜ライトパレード（イルミネーションイベント）

## 備考
- ポイ捨てなどによる砂浜の汚濁を危惧した白浜町は、白浜町白良浜等喫煙及びごみ等のポイ捨て禁止条例を2008年7月1日に施行し、砂浜内全域は禁煙となっている。

## 交通アクセス
- JRきのくに線 白浜駅から明光バス「新湯崎」方面行きで12分、「白良浜」（浜の南端）または「白浜バスセンター」（浜の北端）下車、徒歩すぐ
- 南紀白浜空港からバス

## 周辺

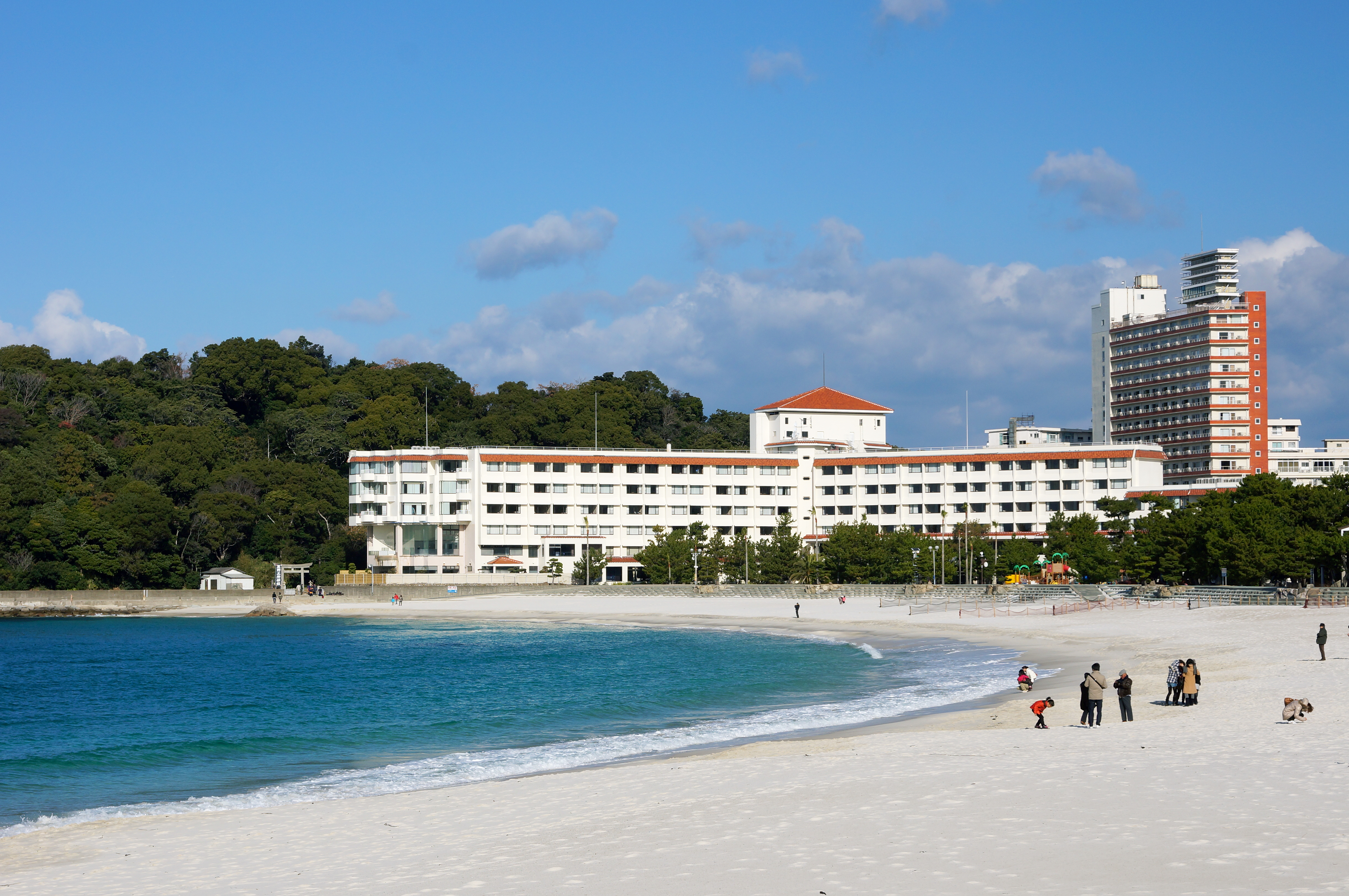
白良浜に面して建つ温泉ホテル

- 南紀白浜温泉（白良浜沿いと浜の南側に外湯、源泉、大型ホテルが並ぶ）
- 熊野三所神社（浜の北端に隣接）
- 白浜エネルギーランド（隣接）
- 白浜海中展望塔（浜の南端から徒歩5分）
- 白浜温泉公園（浜の南端から徒歩5分）
- 平草原公園（浜の南端から徒歩5分）
- 本覚寺（浜の北端から徒歩5分）
- 円月島（浜の北端から徒歩3分の場所で島を望める、島の近くまでは徒歩25分）
- 千畳敷（浜の南端から徒歩22分）
- 三段壁・三段壁洞窟（浜の南端から徒歩30分）
- 京都大学白浜水族館（浜の北端から徒歩25分）
- 南方熊楠記念館（浜の北端から徒歩30分）
- 南紀白浜アドベンチャーワールド
- 新庄総合公園・田辺市立美術館・和歌山県立情報交流センターBig・U（バスで20分）

## その他
- TBS系ドラマ「GOOD LUCK!!」の最終回で、ハワイという設定で使用されたことがある。
- 白崎海洋公園